# Felicity Soundtrack
Felicity Soundtrack é o álbum com a trilha sonora oficial da série Felicity, lançado em 11 de maio de 1999, pela Hollywood Records.

## Faixas
1. "She Will Have Her Way" - Neil Finn
2. "Heart And Shoulder" - Heather Nova
3. "Good Enough" - Sarah McLachlan
4. "I've Got A Feeling" - Ivy
5. "Day Before Yesterday" - Scout
6. "Hermes Bird" - French Band
7. "All I Need" - Air French Band
8. "Bridge Over Troubled Water" - Aretha Franklin
9. "Everyday Down" - Joan Jones
10. "Angels" - Joe Henry
11. "Puddle Of Grace" - Amy Jo Johnson
12. "Slingshots" - Morley
13. "Here Comes The Flood" - Peter Gabriel
14. "Felicity Theme" - Amy Jo Johnson